# Fredro Starr
Фред Ли Скраггс-младший (англ. Fred Lee Scruggs, Jr., род. 18 апреля 1971 года, Бруклин, Нью-Йорк), более известный под сценическим псевдонимом Fredro Starr (с англ. — «Фредро Старр») — американский рэпер, музыкальный продюсер, актёр, автор, сценарист и участник мультиплатиновой хардкор-рэп-группы Onyx.
Фредро Старр был открыт Джем Мастер Джеем из группы Run-D.M.C., который подписал группу Onyx на свой лейбл JMJ Records. Группа Onyx выпустила три топовых продаваемых альбома, прежде чем Фредро начал сольную карьеру.
Фредро Старр снялся в более чем 55 фильмах и телешоу. В 1993 году он дебютировал в кино в удостоенной наградой драме Фореста Уитакера Strapped. Снялся в таких художественных фильмах, как Clockers, Sunset Park, Гонка, Зажигай, ребята, За мной последний танец и Крутящий момент. Он также исполнил с Джилл Скотт заглавную тему из фильма За мной последний танец, «Shining Through», на мультиплатиновом саундтреке.
Фредро Старр дебютировал на телевидении в сериалах Закон и порядок и New York Undercover, но больше всего он известен своей ролью Q в ситкоме Moesha, в котором в главной роли снялась R&B-певица Brandy. Он также снялся в сериалах Прослушка телеканала HBO, Полиция Нью-Йорка, Блэйд и C.S.I.: Место преступления Майами. Фредро также был соведущим шоу Dance 360, ежедневного получасового танцевального шоу Paramount Television.

## Ранняя жизнь
Фред Ли Скраггс-младший родился в больнице Kings County Hospital Center 18 апреля 1971 года. Он вырос в районе Флэтбуш в Бруклине. В 1984 году, в возрасте 13 лет, вместе со своим братом David Scruggs, также известным как Who$ane, он переехал в район Джамейка (Куинс). В период с 1984 по 1988 год Фредро Старр учился в старшей средней школе имени Джона Куинси Адамса (John Adams High School). В этой же школе учились Марлон Флетчер (также известный как Big DS), Тайрон Тейлор (также известный как Suave и Sonny Seeza), Mr. Cheeks и Freaky Tah. Suave он впервые встретил на рэп-баттле в парке Ajax Park (ныне Charles Drew Memorial Park) в Куинсе.

## Карьера

### 1984—1988: Начало карьеры
В 1984 году Фредро начал заниматься брейк-дансом после просмотра фильма Beat Street, он танцевал под именем Magic.
«…Культура подталкивала нас. Расселл Симмонс, Krush Groove, Beat Street, все эти фильмы. Ты был затронут культурой. Все занимались или рэпом или диджеингом или граффити. И ты должен был быть кем-то, чем просто быть крутым. Поэтому я начал заниматься брейк-дансом, как и все остальные. Я был известен под именем Magic.»

В конце 1985 года Фредро принял решение стать уличным поэтом после просмотра фильма Krush Groove и с выходом альбома LL Cool J Radio. Он был вдохновлён стилем LL Cool J, который по его словам «заставил его стать МС, поскольку у того были девушки и машины».
«…Я переехал в Куинс, когда мне было 13 лет, и это было время, когда хип-хоп начался для меня. LL Cool J заставил меня стать МС. У него были девушки и машины. Поэтому я начал рифмовать на Rockaway Boulevard, когда мне было 14 или 15».

Фредро впервые взял в руки микрофон на баскетбольной площадке в парке Бейсли в Куинсе в 1986 году, где он рифмовал вместе со своими друзьями Cocheeks (также известным как Mr. Cheeks), Freaky Tah, Dot-a-Rock, Spank G и Panama P.I. (также известным как Big Prince) под живые миксы диджеев GrandMasta Vic и CutMasta JT. В этом месте обычно устраивали вечеринки и зачастую там происходили перестрелки, но это никого не останавливало. Фредро был тогда известен под именем Kool Fredro. В интервью с Брайаном Колманом Фредро Старр рассказал об этом времени:
«…В первый раз я взял в руки микрофон перед толпой в месте под названием Baisley Park. Это было место в Куинсе, куда люди ходили делать своё дело. Но каждый раз, когда они устраивали вечеринку в этом месте, там происходила перестрелка. Но мне было наплевать, я ходил туда каждую неделю, чтобы рифмовать. Мне было всё равно, были там пули или нет, я знал, что это то, что я хотел сделать с моей жизнью».
В 1986 году Фред устраивается на работу в парикмахерскую Nu Tribe Barbershop на проспекте Джамайка авеню в Куинсе. Его младший кузен, Кирк Джонс, присоединится к нему в качестве парикмахера спустя 3 года после переезда из Бруклина в Куинс. В парикмахерской Nu Tribe Barbershop Фредро приходилось стричь местных торговцев наркотиками из банды Supreme Team, а также таких знаменитостей, как Kool G Rap, Rakim, Big Daddy Kane и других. В этой парикмахерской они будут зарабатывать деньги до тех пор, пока они не услышат по радио их песню «Throw Ya Gunz» в ноябре 1992 года.

### Onyx
В 1988 году, окончив школу, в возрасте 17 лет, Fredro Starr создаёт рэп-группу вместе со своими товарищами по школе: Big DS и Suave. Big DS придумал название для группы — ONYX — в честь чёрного драгоценного камня. Они начинают делать первые демозаписи в подвале у B-Wiz с помощью драм-машины SP-12.
«…B-Wiz был моим продюсером, когда мне было 15, или даже 16 лет. Когда все другие дети имели проигрыватель виниловых пластинок, он имел драм-машину (сэмплер) SP-12. Он был одним из первых ниггеров на квартале с драм-машиной».
В 1989 году они встретили Джеффри Харриса, который становится менеджером группы и помогает им заключить контракт с лейблом Profile Records на выпуск одного сингла. В 1990 году на студии York Studio в Бруклине они записывают свой первый сингл «Ah, And We Do It Like This», который выходит 25 апреля 1990 года на лейбле Profile Records. Однако сингл имел низкие продажи.
«… Это был самый первый сингл, который был спродюсирован B-Wiz. В-Wiz был первым продюсером Onyx, именно он спродюсировал трек „Ah, And We Do It Like This“, и много оригинальных версий треков для Onyx в 1987, 1988, 1989 годах.»
В то же время Фредро вместе со своим кузеном Кирком Джонсом, известным тогда как MC Trop, посещали ночные клубы Нью-Йорка. Парни носили зелёные дреды и одевались в ботинки Dr. Martens. В интервью с Unkut, хип-хоп-артист B-1 описал свою дружбу с Фредро и Стики:
«…Да, это правда! Fredro также мой друг. Sticky Fingaz мы звали Trop, я не знал его тогда как Sticky. Я знал его как Tropical. Фред стриг мои волосы, я знал этих чуваков давно. Они раньше работали в парикмахерской „Nu Tribe Barbershop“. Их первой песней была песня „Ah, And We Do It Like This“ на лейбле Profile Records. У них раньше был другой стиль, но это было стильно тогда. Клубный стиль.»
В 1990 году был снят документальный фильм о танцорах Нью-Йорка — House Of Tres, в котором также случайно засветились Фредро и его кузен Стики.
Fredro Starr, Big DS и Suave (также известный как Sonny Seeza) встретили Jam Master Jay в автомобильной пробке на ежегодном фестивале The Jones Beach GreekFest Festival for the African-American College students 13 июля 1991 года. Джей дал им около двух месяцев, чтобы сделать демозапись. Suave и Big DS не смогли прийти на студию, они находились в штате Коннектикут, потому что они были замешаны в деле с ограблением. Поэтому Jeff Harris, менеджер Onyx, попросил Фредро прийти на студию со своим кузеном, Kirk Jones, который на тот момент делал сольную карьеру под именем Trop и работал в парикмахерской, делая тысячу долларов в неделю, постригая волосы старшеклассников. Фредро и Стики записали две песни: «Stik 'N' Muve» и «Exercise».
«…Когда мы пришли в студию, мы сделали две записи. Одна из них называлась 'Stick and Move', а другая называлась 'Exercise'. И обе эти записи были сумасшедшими! Когда Джей услышал песни, он сказал: „Йоу, я люблю эту группу“.»
 Фредро и Джей были в его машине Mercedenz-Benz и слушали демокассету Onyx. Как только Джей услышал песню «Stik 'N' Muve», он сказал: «Что это такое! Прибавь громкости! Это то, о чём я говорю! Мне нужно 12 песен наподобие этой». И вот как Стики присоединился к группе, поскольку Джей сказал: «Если Стики не будет в группе, не будет никакой группы!». Сначала Jam Master Jay подписал группу на свой лейбл JMJ Records на выпуск сингла, затем на выпуск EP, но они сделали 10 песен на бюджет 6 песен, поэтому Расселл Симмонс подписал с ними контракт на выпуск полноценного альбома.
В 1991 году, несмотря на упрёки от Фредро, музыкальный продюсер группы Onyx, битмейкер B-Wiz, продаёт свою драм-машину SP-12 и уезжает в Балтимор, чтобы продавать там крэк, и в конечном итоге его там убивают. Таким образом все записи Onyx были утеряны.
«… Когда я встретил Jam Master Jay, я сказал про это B-Wiz, который в то время делал своё дело, он собирался уехать в Балтимор, чтобы продавать там наркотики. Я сказал ему: 'Йоу, не уезжай на юг, я только что встретился с Jam Master Jay'. Он уехал на юг, он был убит… Когда он был убит, мы потеряли эти записи. Когда мы потеряли эти записи, это был конец.»

Именно тогда Кирк и Фредро придумывают новый логотип группы Onyx. Кровавая буква X в названии Onyx — это дань памяти B-Wiz. Злобная рожица — это лицо Sticky Fingaz, а две выпуклости у рта — это его зубы. Именно тогда группа придумала себе новый имидж — бритоголовая мода.
«…Когда B-Wiz был убит, однажды я просто зашёл в парикмахерскую и подстриг все свои волосы. Я хотел начать с чистого листа. Тогда Stick и другие сделали то же самое, и таким образом у нас появился имидж. Я не планировал его, но это был клёвый стиль для нас».

Поэтому группе нужен был новый музыкальный продюсер. Рэпер из Куинса Neek The Exotic представил DJ Chyskillz группе Onyx в 1991 году. В книге Брайана Колмана Check the Technique Фредро описал как группа Onyx встретила их нового продюсера:
«…Однажды мы встретились с Chyskillz на проспекте Jamaica Avenue. Мы покупали травку в условном месте и Chyskillz, догоняя мой грузовик на улице, кричал, 'У меня есть биты!'. Его материал тогда был джазовым, похожим на то, что делает группа A Tribe Called Quest, но было жарче. Я знал, что он мог изменить все биты. Мы притащили его в нашу зону и заставили его сделать какой-нибудь грязный бит.»
В 1993 году группа Onyx выпустила их дебютный альбом Bacdafucup на лейбле JMJ Records, привязанный к лейблу Def Jam через ещё один лейбл Rush Associated Labels. Альбом оказался коммерческим успехом и, в конце концов, стал мультиплатиновым, в основном благодаря известному синглу «Slam», который также стал платиновым. Затем группа Onyx выпустила на лейбле JMJ Records ещё два альбома: All We Got Iz Us и Shut ’Em Down. JMJ Records и Onyx были официально исключены из Def Jam в «Чёрный четверг» — 21 января 1999 года — потому что лейбл PolyGram, который в 1994 году купил у Sony 50 % лейбла Def Jam, был продан Seagram 10 декабря 1998 года.

### Сольная карьера
В 2000 году Фредро Старр подписал контракт с лейблом Koch Records и выпустил в том же году микстейп Firestarr. В следующем году он выпустил свой дебютный альбом Firestarr. С этого момента за ним крепко закрепляется ещё один псевдоним, Firestarr. В 2000 году Старр вместе с Джилл Скотт внёс свой вклад в саундтрек к фильму За мной последний танец для ведущего сингла фильма Shining Through. Следующий альбом Старра, Don’t Get Mad Get Money, был выпущен в 2003 году.
В 2011 году Fredro Starr основал в Лос-Анджелесе собственный лейбл Mad Money Movement. И первым релизом лейбла стал его третий студийный альбом Made In The Streets (2013). Среди других релизов лейбла: Onyx #WakeDaFucUp (2014), Onyx Against All Authorities (2015), Onyx #WakeDaFucUp Reloaded (2016), Onyx #WakeDaFucUp Reloaded (Picture Disc Vinyl Import) (2017), Onyx & Dope D.O.D. Shotgunz in Hell (2017), Onyx Black Rock (2018).
13 мая 2013 года Фредро выпустил свой микстейп и первый сольный проект за 10 лет под названием Live 4ever, Die 2day. 26 ноября 2013 года Фредро выпустил «What If 2», свой первый сингл с его следующего третьего альбома Firestarr 2. 8 января 2014 года он выпустил официальное видео для сингла.
4 октября 2015 года в ресторане Milk River в Бруклине состоялся рэп-баттл между Fredro Starr и Keith Murray. По результатам трёх раундов Fredro Starr одержал победу со счётом 3-0.
9 марта 2018 года Fredro Starr выпустил свой четвёртый студийный сольный альбом Firestarr 2 на лейбле Mad Money Movement. Выход альбома с таким названием фанаты ждали с 2011 года, именно тогда Фредро Старр впервые анонсировал, что работает над продолжением своей дебютной работы. Альбом должен был выйти летом 2012 года, но позже релиз был перенесён на первую половину 2013 года. В конечном итоге проект был заброшен, поскольку Фредро познакомился с продюсером Audible Doctor. Стоит добавить, что несколько треков, записанных для альбома Firestarr 2, вошли на микстейп Live 4ever, 2day (2013).
В 2020 году Fredro Starr выпустил видеоролик «Fuck Corona», посвящённый ситуации с коронавирусом в США. Сингл «Corona Freestyle» был выпущен 17 апреля. В течение года поучаствовал в записи альбомов N.B.S. & Snowgoons — Still Trapped In America («Reparations» feat. Fredro Starr), OptiMystic MC — Salty Waterz 2 («Get 'em» feat Fredro Starr, MDMC & Sickflo).
7 сентября 2021 года совместно со своим младшим братом 6ambu Starr (ex-Bambu Gutta) выпустил мини-альбом «6lunt 6rothers» (EP). Релиз состоит из шести треков и был полностью спродюсирован DJ Audas. 23 августа вышло видео на трек «Onyx OG» (режиссёр: Pinkall Productions). В течение года поучаствовал в записи альбомов DJ Kay Slay — Accolades («Rolling 110 Deep»), Taiyamo Denku — Hip-Hop Or Death («Follow My Lead» feat. Fredro Starr), Outlawz — One Nation («Dat Cloth» feat. Supreme C, Fredro Starr, Kxng Crooked), Dope D.O.D. & ChuBeats — The Whole Planet Shifted («Cold Summer» feat. Fredro Starr, Rook Da Ruckus, Willy Snypa & SickFlo).
2 сентября 2022 года лейбл 100 Mad выпустил на цифровых площадках 6-трековый мини-альбом рэпера Phenam Presto, полностью спродюсированный Фредро Старром. Был экранизирован трек «Brazil». 23 сентября вышел альбом рэпера Smoovth Project Near You, полностью спродюсированный Фредро Старром. В записи поучаствовали Hus Kingpin и JD Era. Был снят видеоклип на одноимённый трек «Project Near You» (feat. Fredro Starr) (режиссёр: Akin Films). 4 ноября лейбл 100 Mad выпустил на цифровых площадках пятый по счёту студийный альбом Фредро Старра под названием Jazz. Альбом получил такое название из-за жанра исходных семплов, используемых при создании музыки. Релиз состоит из 10 треков. В записи альбома приняли участие рэперы Jonny Vulgar, N.B.S., Mac Mason, Harrd Luck, Marin Big Bags, Jonny Vegas. Всю музыку для альбома создал сам Фредро, а тексты каждый написал себе сам. Были сняты видеоклипы на треки «Heartbeat» (feat. Mac Mason) и «Electric Hummers» (feat. N.B.S.) (режиссёр обоих видео: Droneworks Ent). В течение года поучаствовал в записи альбомов Snowgoons — Renaissance Kings («The 90’s Are Back Pt. 3» feat. Chi-Ali, Royal Flush, Nocturnal, Sadat X, D.V. Alias Khryst, Fredro Starr, Ali Vegas & Will Sully), V Knuckles (N.B.S.) — Winter Warfare («G’z Up» feat. Millyz & Fredro Starr), Fortunato «All We Know» feat. Fredro Starr (Produced by Snowgoons), DJ Audas — 100 Mad Presents: Oros Tape, Vol. 1 («Ya’ Don’t Stop» by Fredro Starr, N.B.S. & DJ Audas), McGyver — Camillionizm («187» feat. Fredro Starr), Termanology — Determination («Shut 'Em Down Again» feat. Fredro Starr).
В начале 2023 года Fredro Starr заявил об окончании музыкальной карьеры. Однако к концу года, 17 ноября 2023 года, лейбл 100 Mad выпустил на цифровых площадках шестой по счёту студийный альбом Фредро Старра под названием Legends Corner. В записи альбома приняли участие рэперы RJ Payne, Sheek Louch, Jacob G., Mr. Cheeks, Nature. Весь альбом спродюсировали Jay Wex и сам Fredro. Видео на трек «Down Like That» (режиссёр: Pinkall Productions) вышло два года назад, 13 ноября 2021 года. 8 декабря 2023 года лейбл 100 Mad выпустил компиляцию Beats By Dro, Vol. 1, состоящую из 11 треков на музыку Старра. При участии Harrd Luck, Ricky Bats, Inspectah Deck, N.B.S., LaQuan, Jody Larenz, SmooVth, Hus KingPin, Manolo Rose, Illa Ghee, Lord Nez, JD Era, Jiggidy, Mysonne, Jonny Vulgar, Zab Judah, Da Inphamus Amadeuz. В течение года поучаствовал в записи альбомов Snowgoons — 1st Of Da Month Vol. 2 («Metaverse» feat. Fredro Starr & DoItAll), Skits Vicious (Dope D.O.D.) — Nice Night For a Walk Volume 1 («White Noise» feat. Fredro Starr), Meeco & DJ Access — We Run Shit («Mentality» feat. Lil Fame & Fredro Starr), Gotham City Boys & Ricky Bats — Gotham City Boys («Squad with Me» feat. Fredro Starr, Rel Lyfe, Pop Burna, Smiley The Ghetto Child & Drew Wolf), Jay NiCE — Rise & Shine («Los Angeles Times» feat. Fredro Starr & Recognize Ali), V Knuckles & Phoniks — The Next Chapter («Fully Loaded» feat. Fredro Starr & Flash), DJ Kay Slay — Rolling 200 Deep («Rolling 200 Deep XIII» feat. Young Buck, 88 LO, Smooth B, King Malachi, Master Rob, Vita, Merkules, Nytro, Iron Sheikh, Bishop Lamont, Capitalist, Jade Diamonds, Sparky D & Fredro Starr).
20 мая 2024 года совместно со своим младшим братом 6ambu Starr (ex-Bambu Gutta) выпустил вторую часть мини-альбома «6lunt 6rothers, Vol. 2» (EP). Релиз состоит из пяти треков и был полностью спродюсирован DJ Audas. В записи двух треков приняли участие рэперы Ricky Bats и WhoSane (младший брат Фредро). 7 июня вышло видео на одноимённый трек «Blunt Brothers» (feat. Whosane) (режиссёр: Briese.Digital), а 19 августа — «#QGTM» (режиссёр: Akin Films). 28 июня лейбл 100 Mad выпустил на цифровых площадках альбом рэпера UFO Fev Strapped, полностью спродюсированный Фредро Старром. В записи поучаствовали Red Inf, Termanology и Tek. В поддержку альбома вышли видеоклипы на треки «Fast Life», «Batumi» и «Peace God» (режиссёр всех видео: Akin Films). 27 декабря Старр экранизировал совместный с Ricky Bats сингл «Raze It Up» (режиссёр: Mark Garcia). В течение года поучаствовал в записи альбома Hus Kingpin & 9th Wonder — The Supergoat («Box Office» feat. Fredro Starr).
10 января 2025 года лейбл 100 Mad выпустил на цифровых площадках седьмой по счёту студийный альбом Фредро Старра под названием Soul. По аналогии с предыдущим релизом Jazz (2022) альбом получил такое название из-за жанра исходных семплов, используемых при создании музыки. Релиз состоит из 10 треков и был записан в студии The Watche в Северном Голливуде, Калифорния. В записи альбома приняли участие рэперы Pryce Whyte, Siggy, Big Al, Ricky Bats. Всю музыку для альбома создал сам Фредро, а тексты каждый написал себе сам. В поддержку альбома вышло видео на трек «Hood Jealousy» (режиссёр: Akin Films), по сюжету которого Старр отправляется с друзьями в свой район, чтобы исполнить рэп, пока его девушка ждёт его в машине. 4 февраля вышло видео на трек «Back in Reverse» (режиссёр: Akin Films), по сюжету схожее с предыдущим видео: Старр по-прежнему проводит вечер в одном из районов Нью-Йорка и рифмует вместе с рэпером Big Al на тему репрезент. 28 марта года лейбл 100 Mad выпустил компиляцию Beats By Dro, Vol. 2, состоящую из 11 треков на музыку Старра. При участии Ufo Fev, Rayza, Ricky Bats, Laquan, YaH-Ra, Red Inf, Jody Larenz, Kidd Pryde.

## 100 Mad
В 2003 году Fredro Starr создал хардкор-рэп-движение 100 Mad с целью продвинуть знакомых рэп-артистов группы Onyx c Восточного побережья, у которых нет дистрибьюторов и А&R менеджеров, но им есть, что вам показать. Его младший брат Who$ane сделал логотип, состоящий из кадра из видеоклипа на песню «Throw Ya Gunz». Термин «100 Mad» придумал Sticky Fingaz. Он означает следующее: «в какой бы точке мира не находилась группа Onyx, с ней всегда присутствует 100 сумасшедших ниггеров». 100 Mad в наши дни состоит из рэп-артистов со всего мира, у которых общие интересы в музыке и в бизнесе. Это не лейбл. Это — флаг. Основной состав движения 100 Mad сегодня такой: Onyx (Куинс, Нью-Йорк), Snowgoons (Германия), Dope D.O.D. (Нидерланды), Larceny (Куинс, Нью-Йорк), SickFlo (Атланта, Джорджия), Snak The Ripper (Ванкувер, Канада), Jay Nice (Атланта, Джорджия).

## Yung Onyx
В 2006 году Фредро Старр сформировал новую группу под названием Yung Onyx, но вскоре группа распалась. Новая команда состояла из Khaos, 18 лет; кузена Khaos, Skitso, 19 лет; M.I., 16 лет; и Primo Starr, 19 лет. Они объединились, чтобы воссоздать себя в образе своих предшественников. Три эМСи и R&B певец Primo Starr привлекли слух Fredro Starr, который решил стать исполнительным продюсером их дебютного альбома Bangout, который был выпущен 11 сентября. Квинтет из Куинса выпустил свой первый сингл «In Da Hood Like» на лейбле South Side Records. Их музыкальный стиль, описанный как твёрдый, грязный и «строго для улиц», является не только отражением бывших участников Onyx, но и современных артистов, таких как Sticky Fingaz, к которым группа присматривается.

## Книги
В 2011 году Фредро Старр выпустил две детские книги: Lil' Freddy — The Red Sock и Lil' Freddy — The Bully Kid.

## Актёрская карьера
При поддержке своего менеджера Джеффа Харриса, чтобы попробовать свои силы в съёмках фильмов, Фредро Старр начал читать сценарии для ролей и сразу же был выбран для одной из главных ролей в пилотном (пробном) эпизоде телевизионного сериала под названием B Boys. К сожалению, проект был вскоре заброшен. Менее чем через год в 1992 году он получил свою первую роль Bambu (Бамбук) в удостоенной наградой драме Фореста Уитакера Strapped. После этого Фредро снялся в драме Clockers и в фильме ужасов Абеля Феррара The Addiction. Фредро сыграл свою первую ведущую роль Shorty в фильме Sunset Park. В дополнение к главной роли в Sunset Park, Фредро является соавтором и исполнителем заглавного трека «Thangz Changed».
Среди других работ фильмы Гонка, Зажигай, ребята и За мной последний танец.
На телевидении Фредро Старр получил постоянную роль в ситкоме Moesha как бойфренд и жених заглавного персонажа. Он появился в 3-х эпизодах телесериала Прослушка в роли Marquis «Bird» Hilton. Fredro Starr был соведущим вместе с актёром Kel Mitchell в ежедневном получасовом шоу городских танцев Dance 360. Программа транслировалась в течение одного сезона в 2004 году, после чего была отменена из-за плохих рейтингов.
Фредро также снялся в таких сериалах как Закон и порядок, Полиция Нью-Йорка, Блэйд и Обетованная земля. Он сыграл Рики Гэннона в эпизоде сериала C.S.I.: Место преступления Майами, который транслировался 2 февраля 2009 года и появился в сериале New York Undercover в эпизоде Student Affairs.
Фредро спродюсировал документальный фильм о своём наставнике, Jam Master Jay, под названием Two Turntables and a Microphone: The Life and Death of Jam Master Jay, и выполнял роль исполнительного консультанта в срежиссированном Sticky Fingaz хип-хоп-мюзикле, художественном фильме Lions Gate Films A Day In The Life (с англ. — «Один день из жизни»), в котором он также снялся.
В период с 2009 по 2010 год Fredro Starr снялся в 12 эпизодах для веб-сериала Tales Of The Industry, режиссёром которого была компания Sanz Pareil TV (Sanz Pareil и Brian «BK» Kim).
В 2012 году Fredro Starr снялся в 20 эпизодах для веб-сериала 16 Bars with Fredro Starr, режиссёром которого был Myster DL.
Фредро сыграл главную роль в независимом полнометражном фильме Diamond Ruff, премьера которого состоялась в Хартфорде, штат Коннектикут, 1 ноября 2013 года.
В 2018 году был снят фильм Firestarr 2, состоящий из видеоклипов на песни из альбома Firestarr 2.

## Разногласия

### 50 Cent
Биф между Onyx и 50 Cent начался на концерте Survival Of The Illest в легендарном театре Аполло в Гарлеме, Нью-Йорк. Концерт состоялся 18 июля 1998 года. Когда Onyx отправились на гастроли Survival Of The Illest Tour, они планировали выступать с треком «React», поэтому они взяли с собой рэпера Scarred 4 Life (a.k.a. Clay Da Raider), чтобы тот зачитал куплет 50 Cent. Когда тур остановился в Нью-Йорке, 18 июля 1998 года, Onyx пригласили 50 Cent на их шоу в Аполло, чтобы он зачитал свой куплет. Тем не менее, когда пришло время для 50 Cent, чтобы зачитать куплет, Scarred 4 Life сделал это вместо 50 Cent. После этого инцидента 50 Cent затаил обиду на группу Onyx и выплеснул её в треке «How To Rob» (10 августа 1999 года). Спустя несколько лет 50 Cent начал противостояние с Fredro Starr на репетиции для Vibe Awards в 2003 году. В том же году в интервью Fredro Starr объяснил ситуацию, «50 Cent в основном начал дерьмо со мной, начал драку, и телохранитель растащил нас. Он — слабак. Он неуважительно относится к Jam Master Jay с тех пор, как он умер». В интервью журналу The Source Фредро Старр сказал, что 50 Cent неуважителен к рэп-группе Onyx, даже несмотря на то, что группа Onyx дала ему его первый прорыв в песне под названием «React» из альбома 1998 года, Shut 'Em Down. В 2008 году в интервью для AllHipHop Фредро сделал комментарий по поводу 50 Cent:
«…50 Cent — умный бизнесмен, и, в конце концов, мы его уважали. Мы поставили его на записи, когда мы были на вершине игры. У него даже не было машины. Мы дали ему уважение с помощью Jam Master Jay. Что мы получили взамен? Кто-то скользко говорит про нас на микстейпах. Про избиение ниггеров. Теперь я чувствую, что это проблема.»

### Brandy
В интервью 2008 года для C.O.D DVD (ныне называемого Forbez DVD) Фредро говорил о взаимоотношениях с R&B певицей Brandy, но позже сказал: «…Я никогда не хотел подставлять её и сказал, что она дала мне голову. Это была шутка, и СМИ подхватили это. Вот что это было».

### DMX
18 сентября 2012 года Фредро Старр зачитал фристайл, который был нацелен на своего коллегу пионера, Нью-Йоркского рэпера DMX. 26 сентября 2012 года во время радиоинтервью DMX откликнулся на дисс.

### Charlamagne Tha God
Fredro Starr и Sticky Fingaz были приглашены на радиошоу The Breakfast Club, чтобы поговорить о новой музыке в понедельник, 28 июля 2014 года. Вещи приняли печальный оборот после того, как Charlamagne Tha God затронул прежние отношения Фредро с Brandy и прошлую драму с 50 Cent. Фредро назвал Charlamagne киской и почти ударив его, сказал: «Тебе следует прекратить всё это. Пусть всё останется как есть, сынок. Ты вспоминаешь прошлое. Давай перейдем в будущее».

## Личная жизнь
Sticky Fingaz, участник группы Onyx, является его кузеном. У Фредро Старра три сына от хорватской модели Корины Лонгин, на которой он женился в 2007 году. 12 июля 2021 года у него родился третий сын River Dream.

## Дискография
Студийные альбомы
- 2001: Firestarr
- 2003: Don’t Get Mad Get Money
- 2013: Made In The Streets
- 2018: Firestarr 2
- 2022: Jazz
- 2023: Legends Corner
- 2025: Soul

Мини-альбомы
- 2021: A Few Joints (EP)
- 2021: 6lunt 6rothers (EP) (with 6ambu Starr)
- 2024: 6lunt 6rothers, Vol. 2 (EP) (with 6ambu Starr)

Компиляции
- 2021: Soul On Fire
- 2021: Stash Box
- 2021: 16 Bars Wit Firestarr
- 2021: Real Rap Wit Fredro Starr
- 2023: Beats By Dro, Vol. 1
- 2025: Beats By Dro, Vol. 2

Микстейпы
- 2000: Firestarr (Mix-Tape) (Hosted & Mixed by DJ Clue)
- 2013: Live 4ever Die 2day

Альбомы как продюсера
- 1995: Onyx — All We Got Iz Us (produced by Fredro Starr, Sticky Fingaz, Sonee Seeza, 8-Off Assassin)[87]
- 2022: Phenam — Presto (EP) (produced by Fredro Starr)
- 2022: Smoovth — Project Near You (produced by Fredro Starr)
- 2024: UFO Fev — Strapped (produced by Fredro Starr)
- 2025: JD Era — Yellow Goose (produced by Fredro Starr)
- 2025: Jay Nice — Flairstarr  (produced by Fredro Starr)

## Фильмография
| Год       |     | Русское название                    | Оригинальное название    | Роль                          |
| --------- | --- | ----------------------------------- | ------------------------ | ----------------------------- |
| 1993      | тф  | На мели                             | Strapped                 | Бамбук                        |
| 1994      | с   | Закон и порядок                     | Law & Order              | Тони «Джи-Дог» Роуленд        |
| 1995      | ф   | Зависимость                         | The Addiction            | Блэк                          |
| 1995      | ф   | Толкачи                             | Clockers                 | Гоу                           |
| 1995      | с   | Полицейские под прикрытием          | New York Undercover      | Альфонс                       |
| 1996      | ф   | Парк Сансет                         | Sunset Park              | Коротышка                     |
| 1996      | с   | Опасные умы                         | Dangerous Minds          | Карим                         |
| 1996—2000 | с   | Мойша                               | Moesha                   | Квинтон «Кью» Брукс           |
| 1998      | ф   | Гонка                               | Ride                     | Джеронимо                     |
| 1998      | с   | В доме                              | In the House             | Трей                          |
| 1998      | с   | Земля обетованная                   | Promised Land            | Марли                         |
| 1998—2002 | с   | Полиция Нью-Йорка                   | NYPD Blue                | Террелл «Чарльз» Купер / Леон |
| 1999      | ф   | Чёрное и белое                      | Black and White          | в роли самого себя            |
| 1999      | ф   | Зажигай, ребята                     | Light It Up              | Родни Джей Темплтон           |
| 2001      | ф   | За мной последний танец             | Save The Last Dance      | Малакей                       |
| 2001      | ф   | Выпендрёжник                        | Flossin                  | Ди-Мак                        |
| 2001      | тф  | Обязательства                       | Commitments              | н/д                           |
| 2002—2003 | с   | Прослушка                           | The Wire                 | Маркиз «Берд» Хилтон          |
| 2003      | с   | Карен Сиско                         | Karen Sisco              | Сикс-Пак                      |
| 2004      | ф   | Крутящий момент                     | Torque                   | Джуниор Уоллас                |
| 2004      | кор | Почти гангстер                      | Almost Gangsta           | Айс Колд                      |
| 2004      | с   | Шоу Методмена и Редмена             | Method & Red             | Фиар                          |
| 2005      | в   | —                                   | Ganked                   | Айс Пик                       |
| 2005      | в   | —                                   | Detroit Hoopz            | Эрик Пауэлл                   |
| 2006      | ф   | Верность и уважение                 | Loyalty & Respect        | н/д                           |
| 2006      | с   | Блэйд                               | Blade: The Series        | Джермейн Тернер               |
| 2006      | ф   | Мой брат                            | My Brother               | Фараон                        |
| 2006      | в   | Запрещённые фрукты                  | Forbidden Fruits         | Брайан Кейси                  |
| 2007      | ф   | Вампирский Вегас                    | Vegas Vampires           | Карл Уивер                    |
| 2007      | в   | Всё лежит на мне                    | All Lies on Me           | Джей-Даб                      |
| 2008      | ф   | —                                   | Show Stoppers            | Клем                          |
| 2008      | ф   | Милая Никки                         | Darling Nikki: The Movie | Джейсон                       |
| 2008      | ф   | Следующий удар                      | The Next Hit             | Родсон Грей                   |
| 2009      | с   | C.S.I.: Место преступления Майами   | CSI: Miami               | Рики Геннон                   |
| 2009      | ф   | Один день из жизни                  | A Day in the Life        | Файя                          |
| 2009      | с   | C.S.I.: Место преступления Нью-Йорк | CSI: NY                  | Дикон                         |
| 2009      | ф   | Арестованный                        | Busted                   | Эй Кей                        |
| 2009      | ф   | История Эдди Блэка                  | The Eddie Black Story    | Псих                          |
| 2011      | с   | —                                   | Ultimate MC              | н/д                           |
| 2011      | ф   | —                                   | Comrades                 | Сай                           |
| 2011      | ф   | Королева СМИ                        | Queen of Media           | Ламонт                        |
| 2011      | ф   | После работы                        | After Hours: The Movie   | Роко                          |
| 2013      | ф   | Ложь                                | Deceitful                | Айзек                         |
| 2015      | ф   | Даймонд Рафф                        | Diamond Ruff             | Даймонд Рафф                  |
| 2015      | кор | —                                   | The Road Movie           | в роли самого себя            |
| 2016      | с   | —                                   | The Grind TV 1.0         | Пипино                        |
| 2017      | ф   | Бесстрашный                         | The Fearless One         | Уэйли                         |
| 2018      | тф  | —                                   | 88 (proof of concept)    | папаша Фриман                 |
| 2019      | ф   | —                                   | Duke                     | Джимми                        |
| 2019      | ф   | —                                   | Clinton Road             | Фредро                        |
| 2020      | ф   | —                                   | Equal Standard           | Ду                            |
| 2020      | кор | —                                   | For NYC                  | н/д                           |
| 2020      | кор | —                                   | Young Ballerz            | тренер Рич Дэниелс            |
| 2021      | ф   | —                                   | Asbury Park              | Джером                        |

## Синдикации

### Видео игры
- Rap Jam: Volume One (1995) в роли Fredro Starr[88]